# Johnny Grant

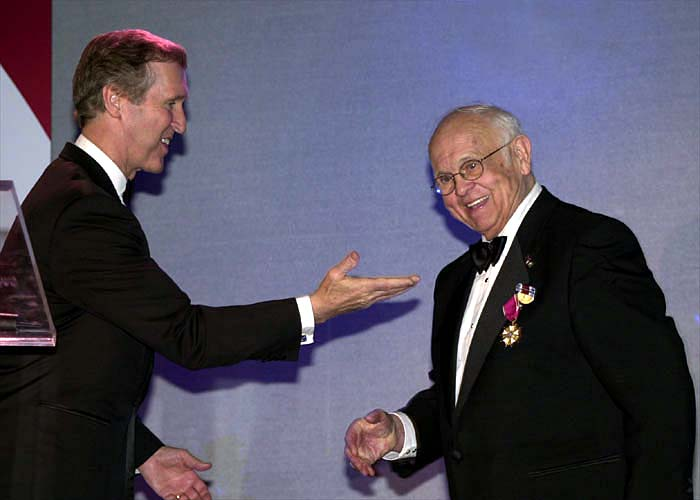
Johnny Grant im Jahre 2000 mit William S. Cohen

Johnny Grant (* 9. Mai 1923 in Goldsboro, North Carolina; † 9. Januar 2008 in Hollywood, Kalifornien) war ein US-amerikanischer Schauspieler und Produzent. 
Dem amerikanischen Publikum wurde Johnny Grant ab den 1940er-Jahren als Radio- und später als Fernsehmoderator bekannt. Zudem arbeitete er als Produzent an Fernsehproduktionen mit. Er übernahm im Laufe der Jahrzehnte auch gelegentlich Film- und Fernsehrollen, die aber meistens nur kleiner Natur oder Cameo-Auftritte waren.
Er war von 1980 bis zu seinem Tod Ehrenbürgermeister der Stadt Los Angeles; in dieser Funktion enthüllte er Hunderte von Sternen auf dem Hollywood Walk of Fame – er selbst wurde dort ebenfalls mit einem Stern geehrt, ebenso mit Hand- und Fußabdrücken vor dem TCL Chinese Theatre.

## Filmografie
Schauspieler
- 1948: The Babe Ruth Story
- 1951: Mask of the Dragon
- 1954: Weiße Weihnachten (White Christmas)
- 1955: Ihr Star: Loretta Young (Letter to Loretta, Fernsehserie, Folge 2x18)
- 1956: The Girl Can’t Help It
- 1956: The Great Man
- 1956: Rock'n'Roll (Rock, Pretty Baby)
- 1957: Schöne Frauen, harte Dollars (Beau James)
- 1961: Peter Loves Mary (Fernsehserie, Folge 1x22)
- 1966: Hoppla Lucy! (The Lucy Show, Fernsehserie, Folge 4x20)
- 1988: China Beach – Frauen am Rande der Hölle (China Beach, Fernsehserie, Folge 1x06)
- 1995: Burkes Gesetz (Burke's Law, Fernsehserie, Folge 2x01)
- 1999: Action (Fernsehserie, Folge 1x01)
- 2003: Hollywood Cops (Hollywood Homicide)

Produzent
- 1984: 53rd Annual Hollywood Christmas Parade
- 1996: 65th Annual Hollywood Christmas Parade
- 2000: Gene Autry: America’s Cowboy